# 사이먼 비워트
사이먼 비워트(1970년 3월 3일 ~ )는 케냐 출신의 육상 선수이다. 그는 2001년 세계 육상 선수권 대회 마라톤에서 은메달을 획득했다. 1년 후 비워트는 로테르담 마라톤 대회에서 우승했다. 그는 1998년 멕시코시티 마라톤 대회, 2000년 베를린 마라톤 대회, 2000년 밀라노 마라톤 대회와 2001년 파리 마라톤 대회에서 우승했다.

## 대회 성적
| Event            | 1998 | 1999 | 2000 | 2001 | 2002 | 2003 | 2004 |
| ---------------- | ---- | ---- | ---- | ---- | ---- | ---- | ---- |
| 세계 선수권 대회 |      | 9위  |      | 2위  |      |      |      |

## 참조
- (영어) 사이먼 비워트 - 국제 육상 경기 연맹
- marathoninfo
- 육상 선수 웹사이트